# 11682 Shiwaku
11682 Shiwaku este un asteroid din centura principală de asteroizi.

## Descriere
11682 Shiwaku este un asteroid din centura principală de asteroizi. A fost descoperit pe 3 martie 1998 la Yatsuka de Hiroshi Abe (astronom). Asteroidul prezintă o orbită caracterizată de o semiaxă mare de 2,43 ua, o excentricitate de 0,17 și o înclinație de 3,1° în raport cu ecliptica.